# つえ屋
株式会社つえ屋（つえや）は、京都府京都市中京区丸太町通に本拠を置き、杖だけに特化した製造・販売を行う企業。
日本初の「杖専門店」を開店。全国に直営店を11店舗を展開するほか、デパートなどでの催事販売や販売車による移動販売とインターネット販売を行っている。（つえ屋 通販ショップ・ZIZITOWN つえ屋ショップ）「天国のつえ」の開発、世界初となる移動販売車による杖の販売など、そのユニークなビジネスモデルが多くのマスメディアで注目されている。2019年10月より、KBS京都ラジオ「つえ屋つえだけ ステッキトーク」にてパーソナリティを担当、毎週月曜夜に放送中である。

## 概要

### 創業から現在まで
2000年より介護用の住宅リフォームなどを手掛けていた創業者坂野寛が、2006年「誰もやっていない事業を」と京都市中京区で「杖専門店」を創業したことに始まる。
当初はファッション性に重点を置いた杖を販売していたが、2009年に坂野自身が目の難病を患ったことを契機に、杖が「体だけを支えるだけではなく、心も支える」と知ったことで使い手のニーズを重視した商品開発に取り組むようになったことと在庫と種類の豊富さから競争が生まれにくくなったことで業績を伸ばし、2019年現在京都市内6店舗のほか東京、大阪など全国に11店舗を展開する。各店舗には杖の専門知識を持つ杖コンシェルジュを配する。百貨店での催事販売は全国で年150回程度開催や全国約300店舗の調剤薬局での委託販売のほか、中国、台湾、シンガポールなど海外でも行う。店舗運営法として改装費を極力抑え店舗によっては営業日数を限るなどの効率的な運営で高い利益率を上げ、欧米や中国などへの進出も視野に入れている。
製造委託や輸入では欧米、中国、南米など40か国と取引がある。
常時在庫を9,000種類180,000本を取りそろえ、京蒔絵師下出祐太郎による蒔絵を施した美術工芸品としての価値も持つ高級杖をはじめ、京セラとの協業による人工宝石の装飾、螺鈿細工、京都の伝統工芸士による漆塗り、登山者にも需要が多い折り畳み式、傘に見えるカムフラージュ杖、階段昇降に便利な階段式杖、坂野が東日本大震災の被災者らが不便を強いられていることを知ったことがきっかけで開発されたLEDライトを内蔵したものなど多彩なバリエーションを持ち、坂野自身がデザインも行い、持ち手部分だけでも400種類を備える。また、同社製品は同社が介護用品を扱っていた実績から安全性にも高い配慮がなされている。
同社は2009年より10年連続で売上プラスを達成しており、セグメント別売上構成ではイベント催事50%、店頭販売35%、ネット販売6.5%、薬局販売5%、移動販売3.5%となっている（矢野経済研究所調べ）。また、在庫を倉庫ではなく店舗で管理するという発想と店舗をドミナント展開することで囲い込みにつながり、商品がうまく回転しているとされる。同社製品は公益財団法人京都産業21の「京都のええもん」にも選定された。

### 移動販売
2013年から取り組んでいる販売方法で、移動販売車による、さお竹売りを模した「つえ屋ー、つえだけー」の「流し」営業でも知られ、自ら店舗に赴くことが困難な高齢者の会合や入居施設、障害者らの自宅への出張販売も行い、1回の移動販売で35-40万円の売上げがあるという。ネット通販同様、専用車が街中を走ることで知名度アップ、認知度アップの一環となっている。

## 沿革
- 2000年 - 京都市西京区で「介護住宅改造センター」設立[11]。
- 2006年 - 9月「つえ屋」丸太町店開店。日本初の「杖専門店」であった[2][31][32]。同年10月、「つえ屋」にて登録商標取得[11][33][34][35]。当初、月商50万程度しかなく創業者坂野は経営難の重圧や過労から視力が落ち重度の障害に。しかし、視覚障がい者のリハビリテーションセンターで多くの視覚障がい者らが必死に明るく生きる姿を見たことで考えが一変。利用者の声をくみ上げ商品開発を行うようになり、急激に業績が上向く[36][37]。
- 2007年 - 「サライ大賞」サービス部門受賞[2]。
- 2008年 - 社名を株式会社つえ屋に[4]。1月より百貨店催事販売開始[2]。
- 2016年 - 春より杖の移動販売を全国展開する[29]。
- 2019年 - 12月、クラウドファンディングを実施。多数の支援者を得る。（階段式杖）
- 2022年 - 10月「杖美術館」つえ屋丸太町新本店をオープン。

## 政策支援
- 2008年 - 平成20年度 経営革新承認制度（京都府）
- 2013年 - 
  - 平成25年度 京都府中小企業「知恵の経営」実践モデル企業認証制度（京都府）
  - 平成25年度 創造的文化産業（クリエイティブ産業）モデル企業選定（京都商工会議所）
- 2015年 - 
  - 平成27年度 経営革新承認制度（京都府）
  - 平成27年度 オスカー認定制度（京都市）
  - 平成27年度 京都文化ベンチャーコンペティション（京都府、近畿経済産業局賞）
  - 平成27年度 ベンチャープラザファンド（中小機構）

- 2018年 -
  - 平成30年度 京都府元気印中小企業認定制度（京都府）

## 店舗
- 丸太町本店

京都市中京区丸太町通釜座南西角梅屋町171 (丸太町府庁前交差点南西角)
- 祇園店

京都市東山区四条通東大路下ル西側
- 新京極店

京都市中京区新京極通三条下ル東側
- 東山冷泉店

京都市左京区東大路冷泉東南角
- 錦高倉店

京都市下京区四条通高倉西入立売西町79番地（大丸京都店7階）
- 東京新宿店

東京都新宿区西新宿1-1-4(京王百貨店新宿店4階)
- 大阪阿倍野店

大阪市阿倍野区阿倍野筋1-1-43（あべのハルカス近鉄本店ウイング館5階）

(より)

## メディア出演
[出典]

### テレビ
- 2006年11月 - 関西テレビ 「関西テレビ☆京都チャンネル」　京都ちゃちゃちゃ
- 2007年2月28日 - 朝日放送テレビ「おはようコールABC」
- 2007年6月9日 - 京都放送「谷口な夜」
- 2008年1月29日 - NHK「NHKニュースおはよう日本」「楽しくお出かけ　アイデア“杖”」
- 2008年6月1日 - 読売テレビ「大阪ほんわかテレビ」情報喫茶店「数が自慢！コレぞ名物ミュージアム」
- 2008年6月16日 - 毎日放送「こんちわコンちゃんお昼ですょ!」
- 2008年9月24日 - 関西テレビ 「関西テレビ☆京都チャンネル」 京都ちゃちゃちゃ「和服に似合う、つえ屋の杖（漆）」
- 2008年10月22日 - 朝日放送「今ちゃんの「実は…」」
- 2008年11月1日 - 日本テレビ「ズームイン!!サタデー 」
- 2012年2月21日 - テレビ大阪 「ニュースBIZ」
- 2012年5月24日 - 読売テレビ 「かんさい情報ネットten.」
- 2012年5月29日 - ABC朝日放送「ABCパワフルアフタヌーン - とことん全力投球!!妹尾和夫です」
- 2012年9月17日 - KBS京都TV放送「やのぱんの生活情報部」
- 2012年11月26 - 関西テレビ「よーいドン」（となりの人間国宝さん）
- 2013年1月6日 - NHK「ルソンの壷　ビジネス新伝説」
- 2013年10月20日 - 関西テレビ「ビジネスカンサイ」
- 2014年9月24日 - 毎日放送テレビ「ちちんぷいぷい 若旦那21」
- 2015年4月6日 - NHK「NHKニュースおはよう日本」
- 2015年4月2日 - 毎日放送「堂本剛のやからね」
- 2015年5月28日 - 読売テレビ「かんさい情報ネットten.」
- 2016年3月10日 - テレビ東京「チャージ730!」（移動販売の特集）
- 2016年7月10日 - TBSテレビ「がっちりマンデー!!」
- 2016年10月24日 - 日本テレビ「月曜から夜ふかし」
- 2016年10月27日 - 関西テレビ「よーいドン」（いっちゃん高いもん HOW MUCH !?）
- 2018年2月8日、3月14日 - テレビ朝日「スーパーJチャンネル」
- 2018年6月11日 - NHK「ごごナマ」
- 2019年11月21日 - 関西テレビ「よーいドン」（となりの人間国宝さん）

ほか

### ラジオ
- 2006年11月 - KBSラジオ 「お世話カンパニー」
- 2010年3月8日 - KBSラジオ　「森谷威夫のお世話になります!!」
- 2012年2月10日 - FM797「京都三条ラジオカフェ」
- 2012年4月4日 - SBSラジオ「朝だす!」
- 2019年10月7日 - KBSラジオ 「つえ屋つえだけ ステッキトーク」毎週月曜20時50分放送中